# Sara Olsvig
Sara Olsvig (ur. 26 września 1978 w Nuuk) – grenlandzka polityczka, przewodnicząca Wspólnoty Ludzkiej w latach 2014–2018.

## Życiorys
Jest córką dyrektora szkoły Larsa i dyrektorki muzeum Anne Mette. W 2002 ukończyła historię kultury i społeczeństwa Uniwersytetu Grenlandzkiego. W 2008 ukończyła studia magisterskie (kandydackie) na kierunku antropologia Uniwersytetu Kopenhaskiego.
We wrześniu 2011 została wybrana do Folketinget.
W marcu 2013 została wybrana do Inatsisartut.
Od maja 2014 przewodnicząca Wspólnoty Ludzkiej. W październiku 2018 zrezygnowała z tej funkcji.